# Mortalium Animos
Mortalium Animos is een encycliek van paus Pius XI van 6 januari 1928 met als ondertitel Over de Christelijke Eenheid. De encycliek is bedoeld als een bijdrage aan de Christelijke Eenheid, zij het dat zij tevens een waarschuwing inhoudt tegen het gelijkstellen van de christelijke godsdiensten, en daarmee een voorbeeld is van de compromisloze oecumene van de terugkeer (naar de Katholieke Kerk). De encycliek maakte een voortijdig einde aan pogingen die - bijvoorbeeld - de Belgische metropoliet Désiré-Joseph Mercier ondernam om een meer op compromis gerichte oecumene te bereiken met de Anglicaanse Kerk.
In deze encycliek verzet Pius XI zich tegen elke vorm van relativisme. Hij stelt dat de meeste oecumenische bewegingen voorbijgaan aan de waarheid en de eenheid van het geloof. Hij stelt dat de leerstellingen van de Kerk geen waardenhiërarchie kennen, maar alle dogma's onvervreemdbaar onderdeel zijn van de waarheid. Zo is het dat de kerkvaders de Katholieke Kerk hebben gezien als de enige en ware Kerk. En dat is, aldus Pius XI, nog steeds het geval. De door Pius gewenste eenheid van de christenen kan alleen bereikt worden als die door de apostel Petrus – en diens plaatsbekleder – wordt geleid. Pius erkent dat er onder de christenen een groot verlangen is naar eenheid, maar verzet zich tegen de moderne pogingen – hij wijst hier op de in die tijd vrij populaire oecumenische congressen – om die eenheid, zonder enige leiding te bereiken. Hij waarschuwt de katholieken voor zogenaamde “panchristelijke”bewegingen, want er is volgens hem maar één christelijk geloof: dat van de ene, ware - door Christus zelf gestichte - Kerk in Rome, “waar de apostelen Petrus en Paulus hun bloed gegeven hebben”, de hoedster van de geopenbaarde waarheid.
Pius' encycliek werd in het decreet Unitatis Redintegratio van het Tweede Vaticaans Concilie (1962-1965) niet vermeld, maar de kernleer, namelijk dat oecumene en hereniging er niet kunnen komen ten koste van de waarheid, werd ook in dit decreet bevestigd.